# Aurus

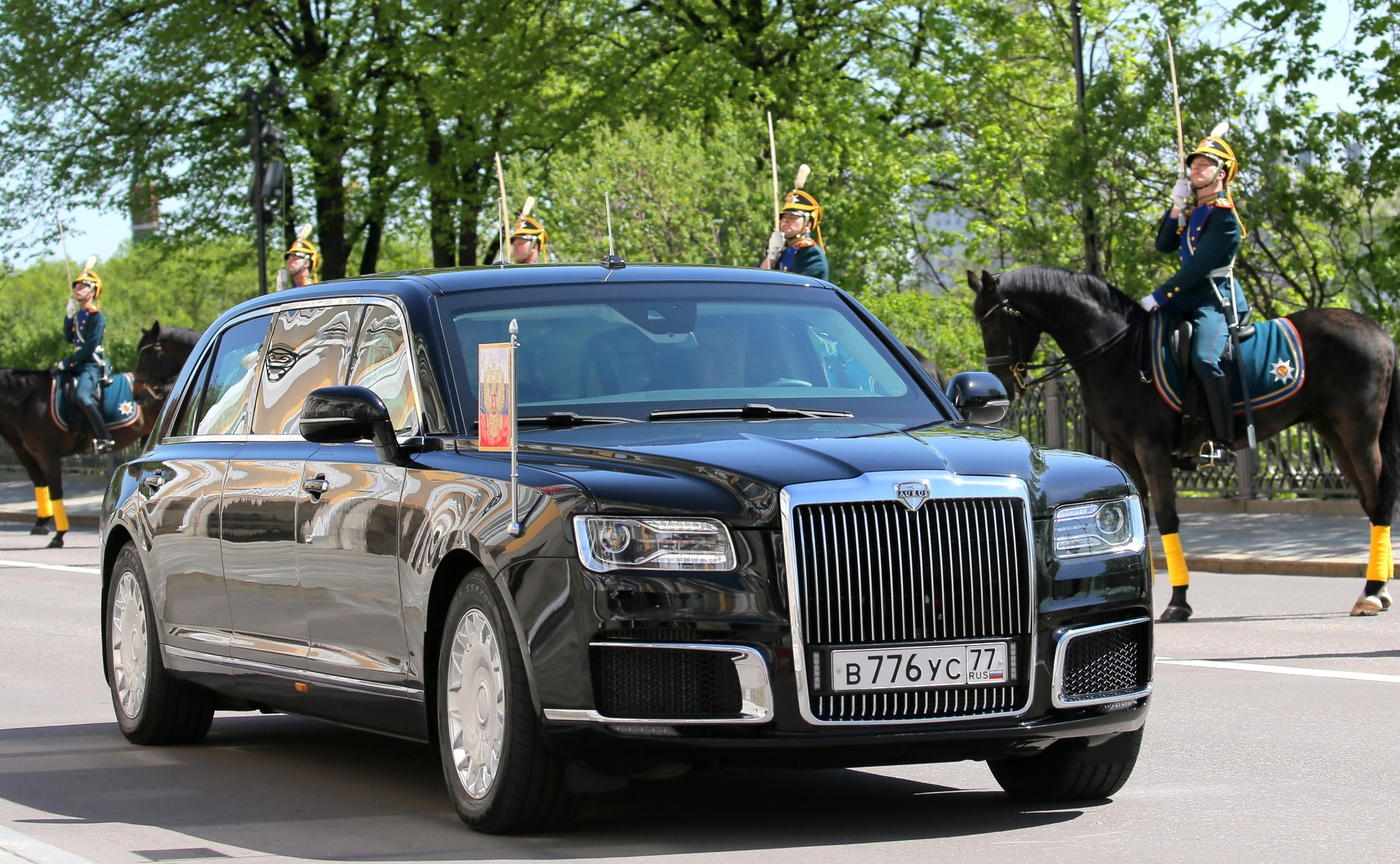
Лімузин Aurus-41231SB Senat L700

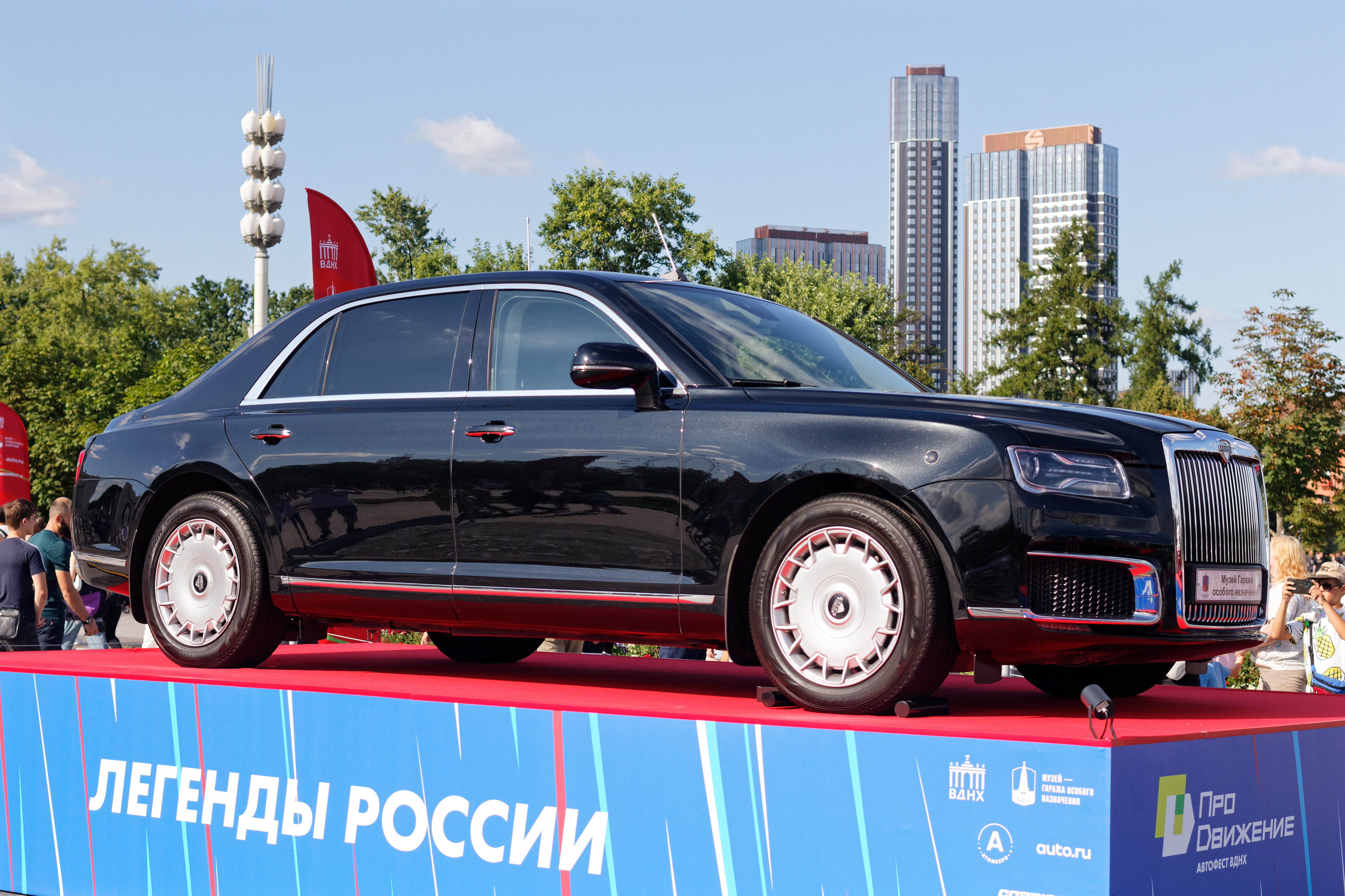
Седан Aurus-4123 Senat S600

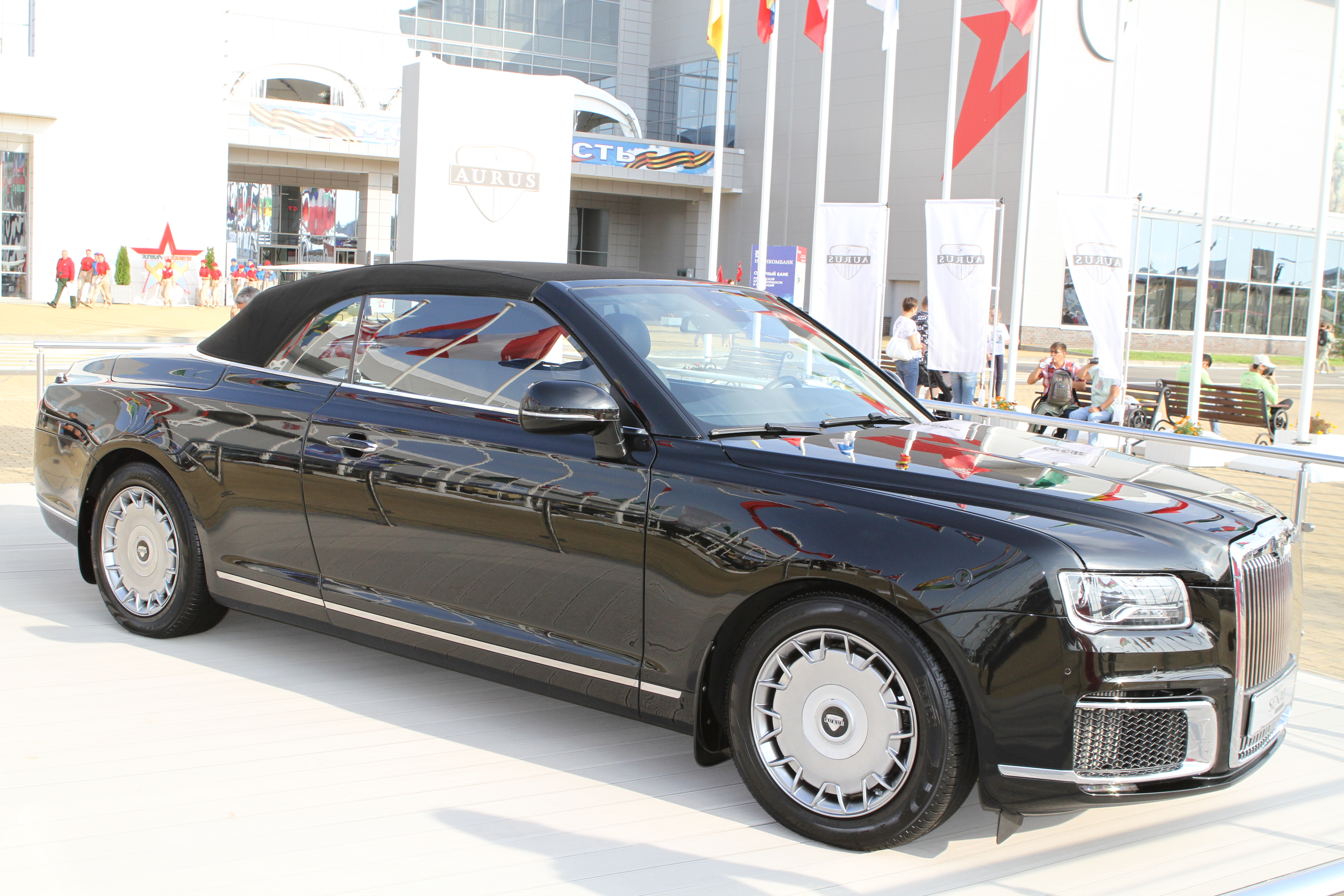
Кабріолет Aurus Senat-412314

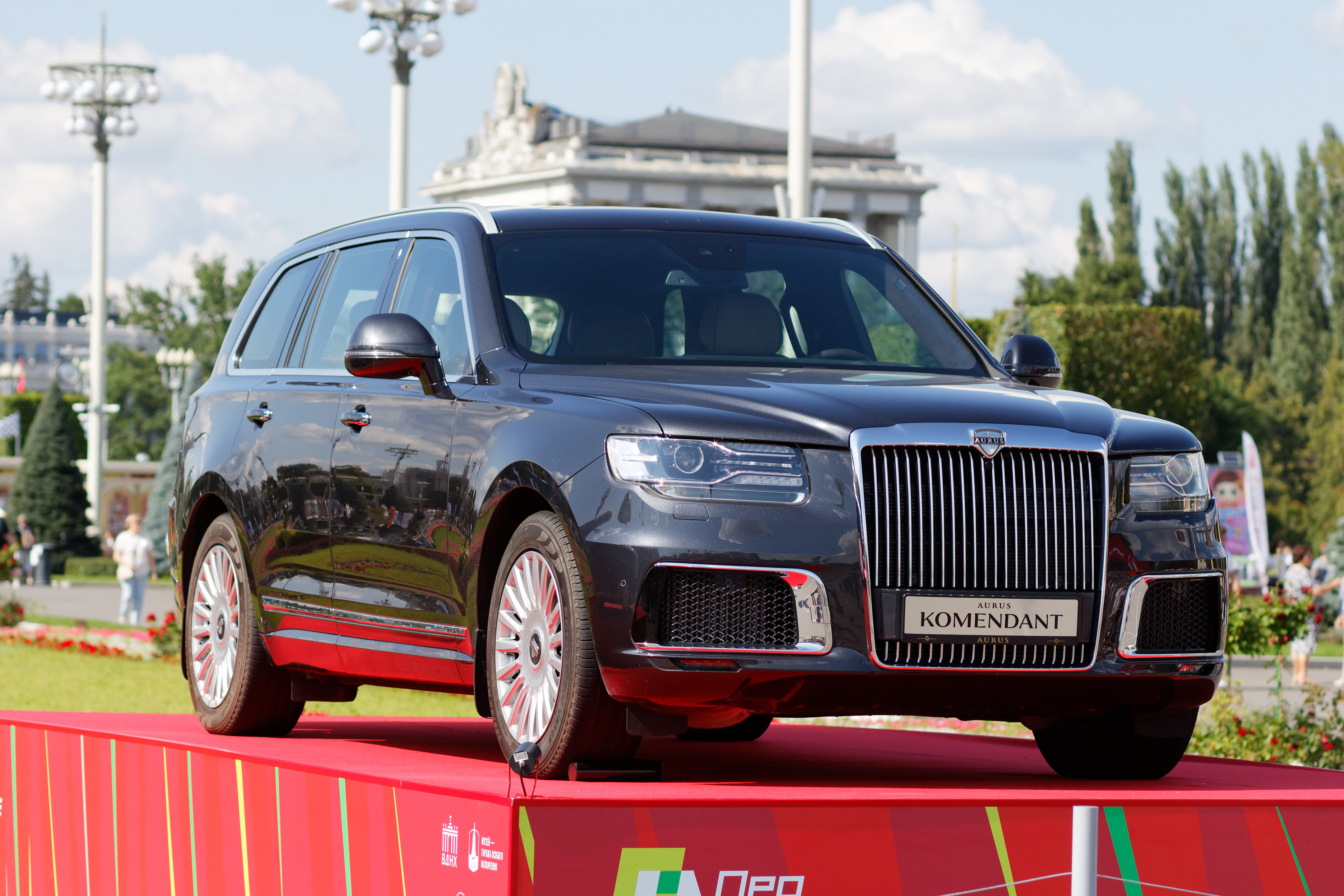
Aurus-412410 Komendant

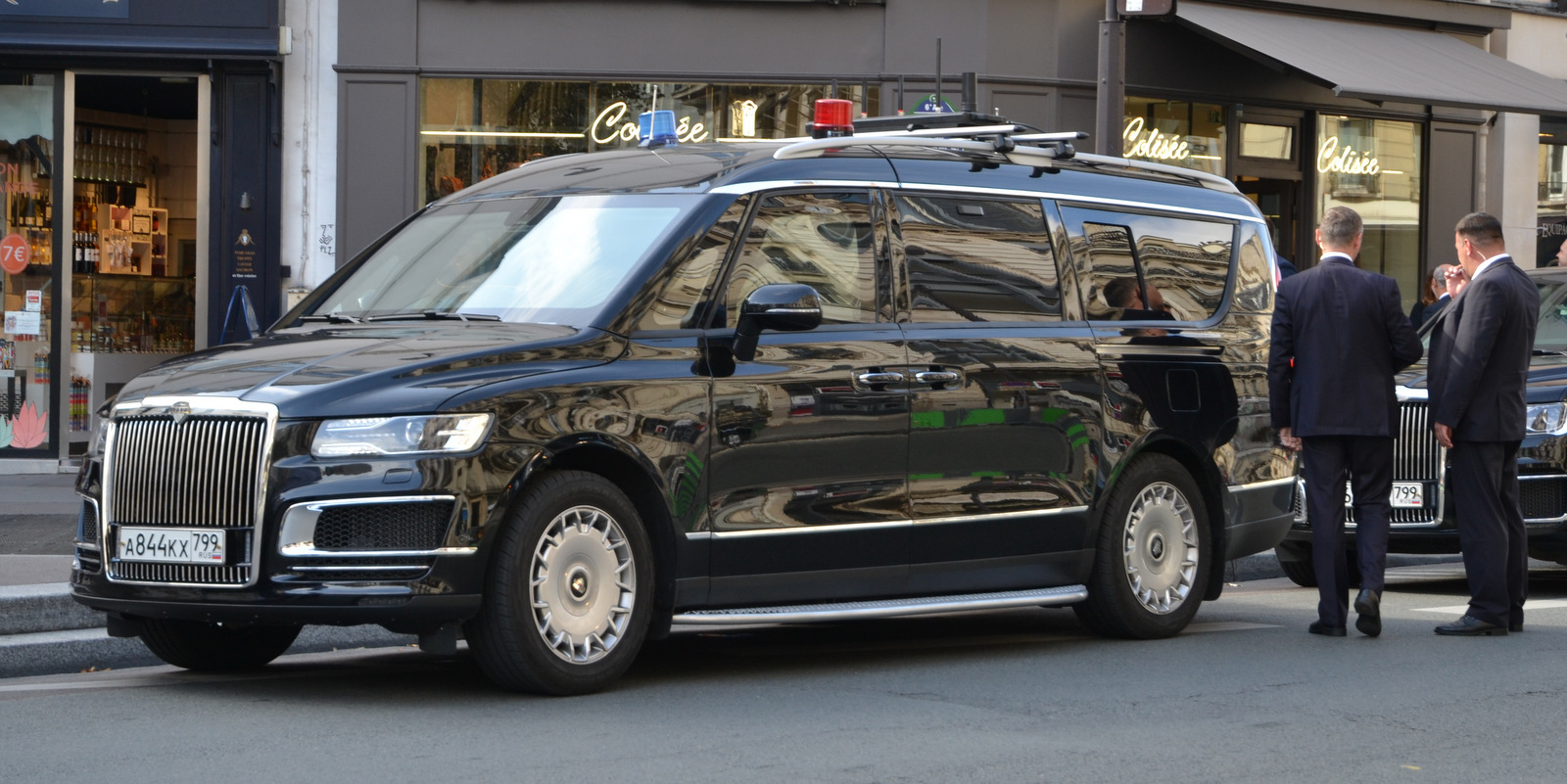
Aurus-412501 Arsenal

Aurus (читається «Аурус») — офіційна назва спеціально розробленого сімейства автомобілів для публічних поїздок Президента Російської Федерації та вищого керівництва держав. При розробці проєкт називався «Кортеж». Є аналогом ЗІЛ-41045 і Rolls-Royce.

## Опис
Планується, що сімейство автомобілів «Кортеж» включатиме седан (ЄМП-4123), позашляховик (ЄМП-4124, абревіатура ЄМП означає єдина модульна платформа), мікроавтобус (ЄМП-4125), а також два лімузини — звичайний (ЄМП-412311) і броньований (ЄМП-41231SB). Седани, позашляховики і мінівени будуть оснащуватися 4,4 літровим бензиновим V8 потужністю 598 к.с., крутним моментом до 880 Нм, розробки Porsche Engineering по заказу НАМІ на основі двигуна Porsche 4,6 л V8, а також російською, розробленою спеціально для AURUS,9-ступінчастою автоматичною коробкою передач KATE R932 і повним приводом з електронно-керованою муфтою, яка підключає передні колеса. Задня підвіска багатоважільна (Multilink).
Лімузини 412311 і 41231SB планували обладнати бензиновим мотором V12 об'ємом 6,6 літра з підтримкою пари двоступеневих турбін потужністю 860 к.с. і 1320 Нм, розробленим спеціалістами НАМІ.. однак обладнали 4,4 літровим бензиновим V8 з подвійним турбонаддувом і електродвигуном сумарною потужністю 660 к.с., крутним моментом 1000 Нм
Першу партію з 14 автомобілів проєкту «Кортеж» передадуть для тестів гаражу особливого призначення Федеральної служб охорони РФ в кінці 2017 року, а серійне виробництво стартує в 2018 році.
У Лікіно-Дульово готуватимуть кузова автомобілів проєкту «Кортеж» до фарбування, яку планується виконувати в НАМІ.
Крім правлячої верхівки автомобілі «Кортеж» будуть доступні приватним покупцям. За непідтвердженими даними, вони будуть продаватися під комерційною назвою Aurus. Обсяг бюджетних інвестицій в проєкт «Кортеж» оцінюється на рівні 12,4 млрд рублів до 2017 року включно. У 2016 році з бюджету вже виділено 3,61 мільярда рублів.
7 травня 2018 року вперше Президент Росії Володимир Путін приїхав на інавгурацію на лімузині Aurus Senat Limousine.
23 травня 2018 року в Москві відбулася презентація автомобільного бренду «Aurus». На презентації генеральний директор компанії «Aurus» Герхард Хільгерт сказав: «Сьогодні, 23 травня, - день народження бренду Aurus!».
29 серпня 2018 року на автосалоні ММАС 2018 відбулася перша презентація автомобілів Aurus Senat і Aurus Senat Limousine.
Розробка позашляховика Aurus-4124 «Комендант» буде завершена в кінці 2019 року. Експорт автомобілів бренду «Aurus» планується почати в 2020-2021 роках.
У 2018 році почалася робота над компактним кросовером на платформі ЄМП. Нова модель повинна стати найбільш доступною в лінійці бренду Aurus.

### Моделі
- Aurus Senat S600 (412300) — седан, довжина 5630 мм, ширина — 2018 мм, висота — 1717 мм, колісна база 3300 мм, вага — 2740 кг. Двигун: 4.4 л НАМІ-4123 V8 з подвійним турбонаддувом потужністю 598 к.с. і електродвмгун 57 к.с., сумарною потужністю 660 к.с., крутним моментом 1000 Нм (з 2020)
- Aurus Senat S600 Armored (412301) — броньований седан
- Aurus Senat (412314) — кабріолет, всього виготовили 7 одиниці
- Aurus Komendant (412410) — позашляховик (з 2022)
- Aurus Arsenal (412501) — мікроавтобус.  Двигун: 4.4 л НАМІ-4123 V8 з подвійним турбонаддувом потужністю 598 к.с. і електродвмгун 57 к.с., сумарною потужністю 660 к.с., крутним моментом 1000 Нм (серійне виробництво під питанням через низький попит)
- Aurus Senat Limousine L700 (41231SB) — броньований лімузин, довжина 6620 мм, ширина — 2020 мм, висота — 1695 мм.  Двигун: 4.4 л НАМІ-4123 V8 з подвійним турбонаддувом потужністю 598 к.с. і електродвигун 57 к.с., сумарною потужністю 660 к.с., крутним моментом 1000 Нм